# Shimano
SHIMANO es una empresa multinacional japonesa, con sede en Sakai, Prefectura de Osaka, Japón. Conocida por fabricar componentes para bicicletas, además de componentes para pesca y deportes como piragüismo, canoa, remo, deportes de invierno y golf. La empresa fue creada por Shozaburo Shimano en febrero de 1921 (hace 104 años), inicialmente como una acerería.

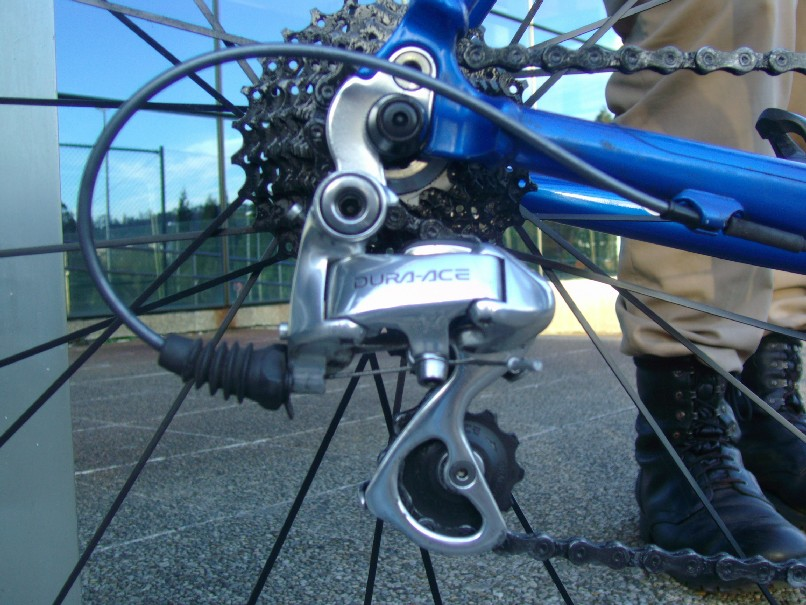

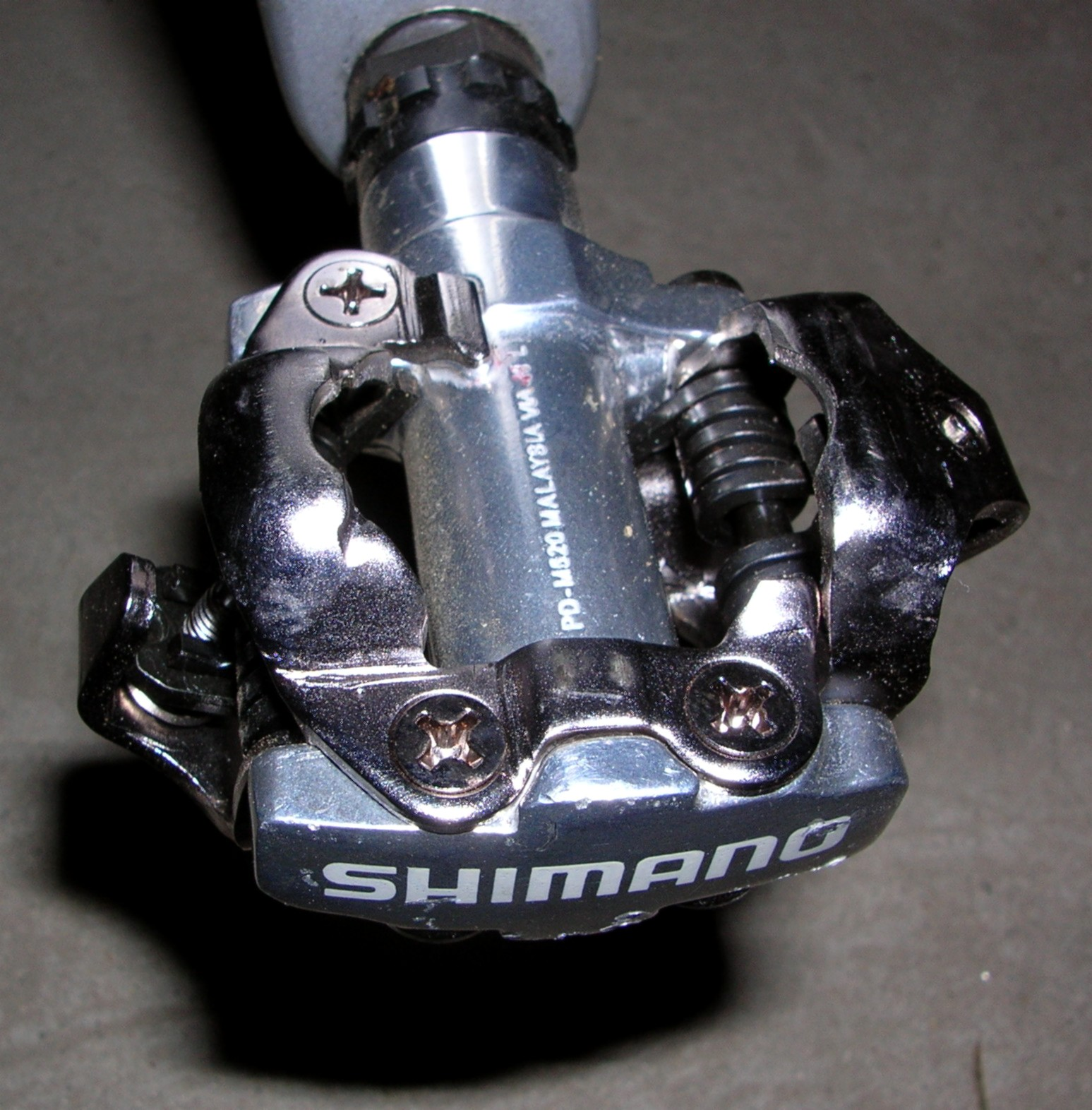

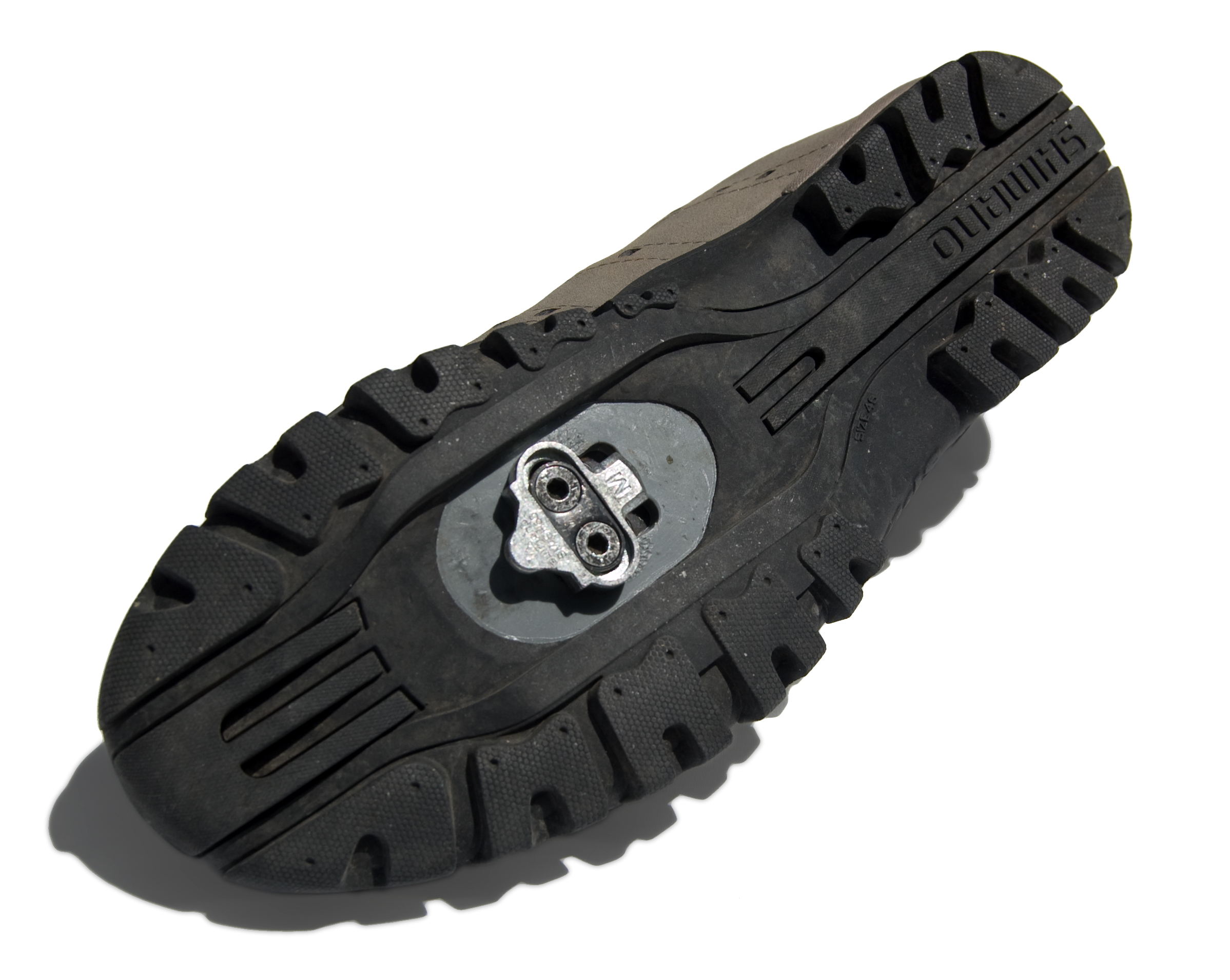

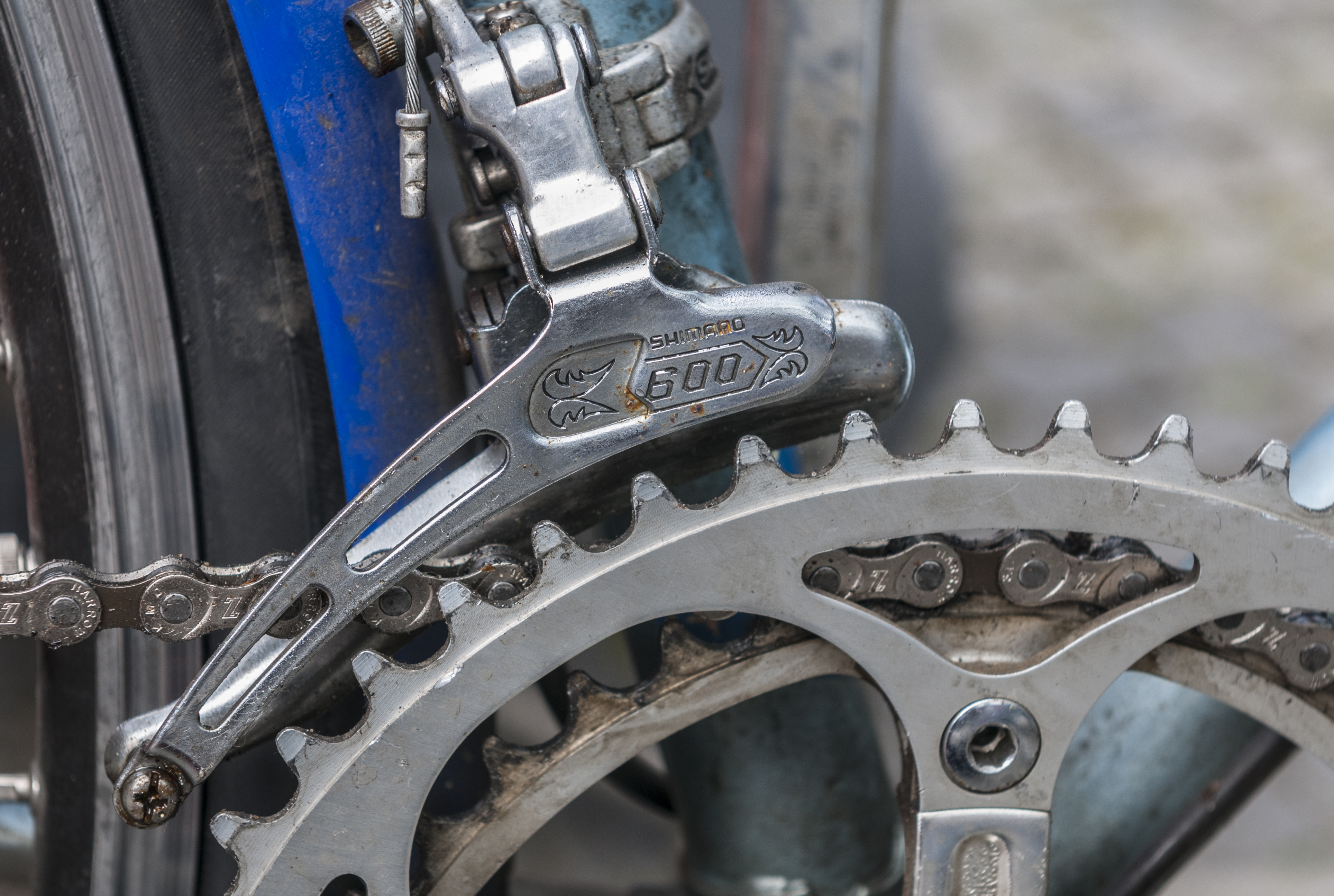
Shimano 600, 1980 (detalle del desviador) delantero.

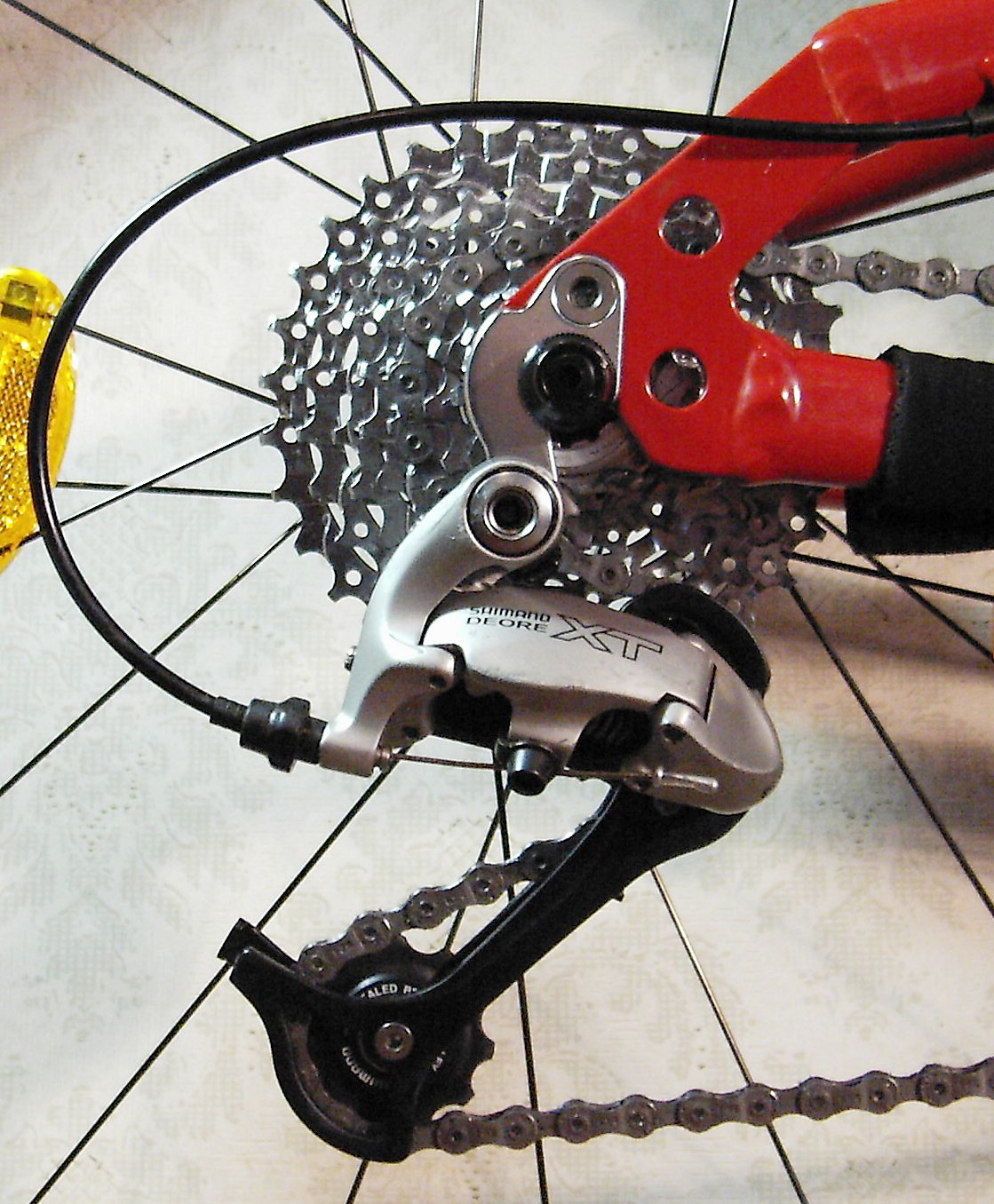
Componente Shimano (detalle del desviador trasero y piñones).

## Componentes de ciclismo
Los frenos convencionales de bicicleta, cambios de velocidades y cadenas son fabricados y montados como unidades separadas. Sin embargo, cuando Shimano comenzó a desarrollar las nuevas, trató todas las partes como si fueran un grupo compacto.[cita requerida]

### Historia
La historia de Shimano comenzó en 1921 en la ciudad de Sakai, provincia de Osaka (Japón), cuando Shozaburo Shimano fundó una fábrica que producía, mediante un proceso de tratamiento de calor, piñones libres para bicicletas.
En 1956, lanzaron al mercado el primer cambio de velocidades. Fue la empresa pionera del sector de bicicletas en utilizar el forjado en frío para producir componentes, lo que supuso una revolución en el sector y lograr piezas de gran calidad.
En 1972, lanzaron al mercado la primera bicicleta con frenos de disco (mecánico y accionado por un cable), en el modelo Shimano B700, y en 1975 se puso a la venta las primeras con frenos de disco hidráulico en los modelos Shimano BC200 y Shimano BC300.

### Innovación
Paralelamente a sus desarrollos técnicos, comenzó la salida al exterior. En abril de 1965, abrió una oficina en Nueva York.
Actualmente, fuera de Japón tiene 21 representaciones, entre sucursales y fábricas, además de factorías en Japón, Corea del Sur, Singapur, Malasia, Taiwán, Italia y sedes en Europa, Asia y América. En Europa, existen actualmente un total de 20 distribuidores oficiales.

### Empresa familiar
La compañía mantiene su vocación de empresa familiar. El actual presidente, Taizo Shimano, es nieto del fundador.

### Auspiciador oficial UCI hasta 2008
En el área de competencias de MTB internacionales, Shimano firmó un nuevo contrato con la Unión Ciclista Internacional (UCI) para ser patrocinador oficial de los eventos del ciclismo a nivel mundial.
Yoshizo Shimano, presidente de Shimano, y Hein Verbruggen, presidente de la UCI, estamparon sus rúbricas en la ciudad de Pekín, China.
«Pekín fue la sede de los Juegos Olímpicos en 2008 y Shimano estuvo allí para dar soporte técnico en los eventos ciclistas. Además, tanto para la UCI como para Shimano China es uno de los mayores lugares donde se buscará promocionar el deporte del ciclismo», difundió la oficina de prensa de Shimano.
El fabricante de componentes ha sido uno de los patrocinadores de la UCI desde 1999, además de proveedor oficial de material y servicios técnicos y mecánicos en los campeonatos del mundo reconocidos por la UCI. Asimismo, en otros eventos como las pruebas olímpicas de carretera, mountain bike, pista y ciclocrós.

## Ciclismo de carretera

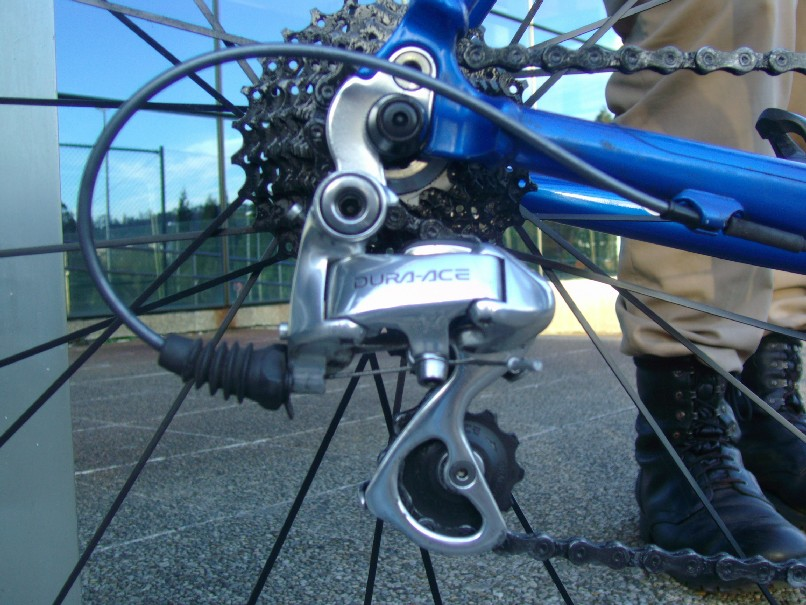
Shimano Dura-Ace.

Para el ciclismo de carretera Shimano ofrece los siguientes productos:
Grupos:
- Shimano Dura-Ace Di2 (tope de gama electrónico)
- Shimano Dura-Ace (tope de gama)
- Shimano Ultegra Di2 (electrónico)
- Shimano Ultegra
- Shimano 105
- Shimano Tiagra
- Shimano Sora
- Shimano Claris (Shimano 2400)
- Shimano 2300
- Shimano Tourney

## Ciclismo urbano
Para el ciclismo urbano ofrecen los siguientes productos:
Grupos:                                                                                        
- Shimano Alfine DI2 (Tope de gama)
- Shimano Alfine
- Shimano Metrea (Gama alta)
- Shimano Nexus

## Ciclismo de montaña

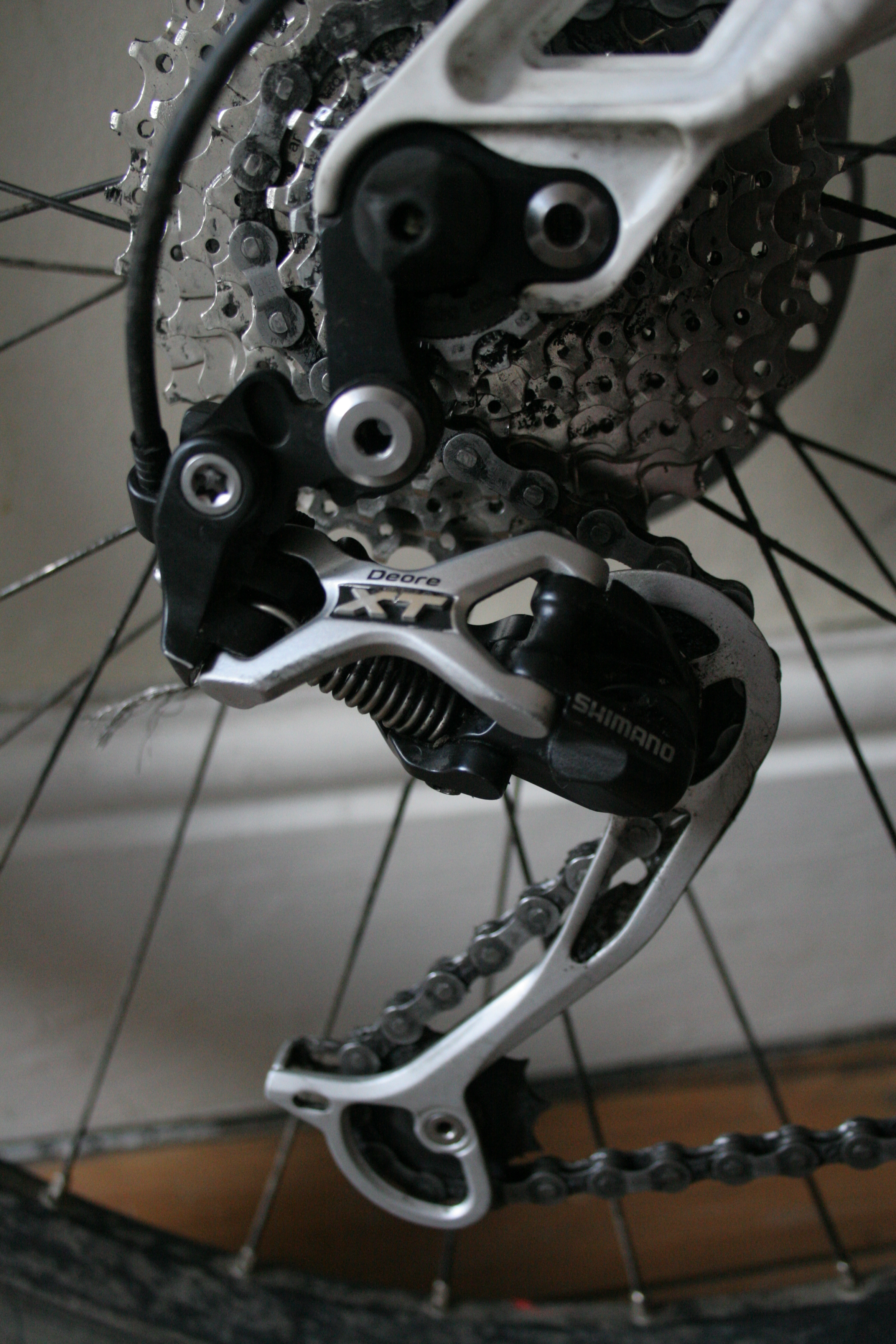
Un desviador trasero Shimano XT de 2008

Para el ciclismo de montaña ofrecen los siguientes productos:
Grupos:
- Shimano XTR Di2 (Tope de gama electrónico)
- Shimano XTR (Tope de gama)
- Shimano Saint
- Shimano Zee
- Shimano XT
- Shimano SLX
- Shimano Deore
- Shimano Hone (Descontinuado)
- Shimano STX (Descontinuado)
- Shimano Deore LX (Descontinuado)
- Shimano Alivio
- Shimano Acera
- Shimano Altus
- Shimano Tourney
- Shimano Tourney tx
- Shimano Tourney tz

## Gravel
Para gravel ofrecen los siguientes productos:
Grupos:                                                                                        
- Shimano GRX 400
- Shimano GRX 600
- Shimano GRX 800 (mecánico 810 o electrónico Di2 815)

## Pesca
Shimano ofrece una gama de carretes de pesca, cañas, sedal, señuelos de pesca, así como varios accesorios de pesca, ropa y electrónica relacionada con la pesca. Sus carretes giratorios son su serie de productos más vendido.